# Protestants en fête

Le Palais Omnisports de Paris-Bercy a hébergé le culte de clôture de l'édition 2013.

Protestants en fête est un grand rassemblement protestant, organisé tous les quatre ans par la Fédération protestante de France, qui réunit une dizaine de milliers de protestants de différentes traditions (réformée, luthérienne, évangélique, adventiste, pentecôtiste…), de toutes générations et de toute origine. L'événement a eu lieu en 2009 à Strasbourg, en 2013 à Paris, sur le thème de l'espérance et à nouveau à Strasbourg du 27 au 29 octobre 2017, sur le thème de la fraternité et des cinq cents ans de la Réforme protestante.